# Banteng azjatycki
Banteng azjatycki, banteng (Bos javanicus) – gatunek ssaka z rodziny wołowatych z wyglądu przypominający bydło udomowione. W stanie dzikim występuje na Półwyspie Indochińskim, na Borneo, Jawie, Sumatrze oraz Bali.

## Systematyka
Gatunek banteng azjatycki obejmuje trzy podgatunki:
- banteng jawajski (Bos javanicus javanicus) d'Alton, 1823
- banteng borneański (Bos javanicus lowi) Lydekker, 1912
- banteng birmański (Bos birmanicus) Lydekker, 1898

## Budowa ciała
Banteng azjatycki przypomina z wyglądu bydło domowe. Ciało silnie zbudowane. Masa ciała osiąga 500–900 kg przy wysokości w kłębie ok. 1,3–1,7 m. Tułów wraz z głową ma długość około 1,8–2 m, zaś ogon do 85 cm. Sierść zwierzęcia jest wybarwiona na niemal czarny kolor. Dolna część kończyn jest biała. Stożkowate rogi bantenga azjatyckiego są szeroko rozstawione i ostro zakończone.

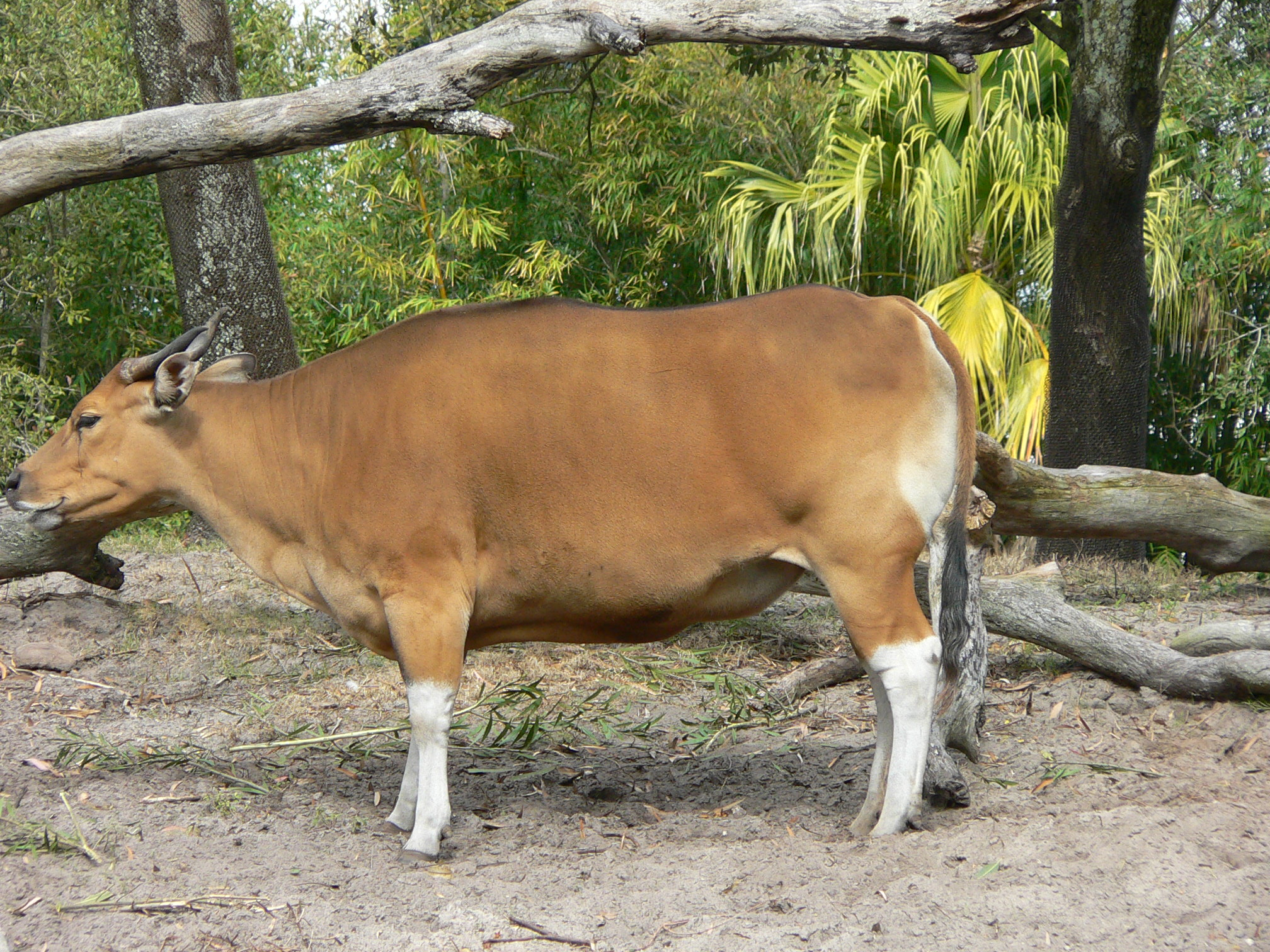
Samica

## Tryb życia
Banteng azjatycki wiedzie życie w stadach liczących 10–30 zwierząt. Stare samce wiodą samotny tryb życia. Zwierzęta te są aktywne nocą. W porze suchej banteng azjatycki zamieszkuje doliny, zaś porę monsunów spędza wysoko w górach. Banteng azjatycki jest zwierzęciem łownym. W stanie dzikim jest bardzo płochliwy.

## Ekologia
Banteng azjatycki jest roślinożercą – odżywia się trawami, liśćmi krzewów i drzew, roślinami zielnymi, a także pączkami i liśćmi bambusów. Siedlisko stanowią górskie lasy o gęstym poszyciu. Występuje do wysokości 2000 m n.p.m.

## Rozmieszczenie geograficzne
W stanie dzikim występuje na Półwyspie Indochińskim, na Borneo, Jawie, Sumatrze oraz Bali.